# Keep Your Distance
Keep Your Distance è il primo album del gruppo pop inglese Curiosity Killed the Cat, pubblicato nel 1987 dall'etichetta discografica Mercury Records.

## Tracce
1. Misfit (Steve Anderson, Curiosity Killed the Cat)
2. Down to Earth (Curiosity Killed the Cat)
3. Free (Anderson, Curiosity Killed the Cat)
4. Know What You Know
5. Curiosity Killed the Cat (Anderson, Curiosity Killed the Cat)
6. Ordinary Day (Anderson, Curiosity Killed the Cat)
7. Mile High (Anderson, Curiosity Killed the Cat)
8. Red Lights
9. Shallow Memory (Anderson, Curiosity Killed the Cat)

## Formazione
- Ben Volpeliere-Pierrot - voce
- Julian Godfrey Brookhouse - chitarra
- Nick Thorp - basso e tastiera
- Migi Drummond - batteria